# José Emperaire
José Emperaire (Joseph Emperaire), né le 10 mars 1912 à Semons (Isère), est un ethnologue français qui travaillait au Musée de l'Homme de Paris, au département d'Amérique. Il est décédé accidentellement le 12 décembre 1958, enseveli sous un éboulement de terrain alors qu'il fouillait sur le site chilien de Ponsonby. Il était spécialiste des indiens Alakaluf.

## Biographie
Après ses études, il suit les cours de l'Institut d'Ethnologie et s'engage dans la voie de la Recherche. Il entre au Centre National de la Recherche Scientifique en 1949 où il est nommé Chargé de recherche en 1958.
Dès 1945, il a participé à des recherches sur la Préhistoire en France et complété sa formation au Musée de l'Homme et à la Faculté de Lyon.

## Travaux

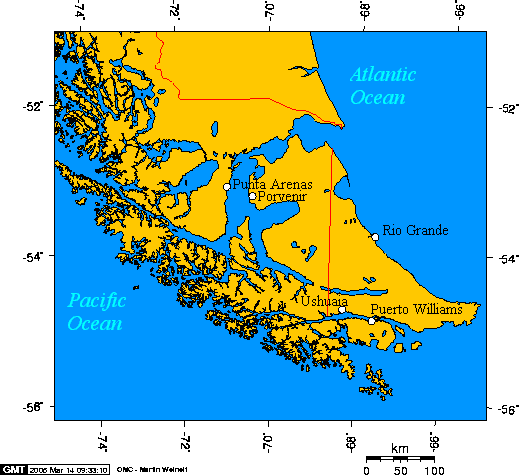
La Terre de Feu : carte de localisation et villes

Chargé par le Musée de l'Homme d'une mission ethnographique en Patagonie occidentale, il circule dans les archipels sur un voilier de sept mètres, en compagnie du Dr Robin, effectuant l'étude ethnologique, linguistique et anthropologique des derniers groupes survivants de Fuégiens, notamment des Alakaluf. Il effectue également une première prospection et des fouilles dans les gisements archéologiques du détroit de Magellan et de la Terre de Feu. La mission dure de décembre 1945 à août 1948.
José Emperaire laisse une œuvre importante. Son témoignage sur la vie des derniers Alakaluf constitue un apport durable à l'ethnologie en général et à l'ethnologie française. Les multiples documents archéologiques accumulés sont le point de départ d'une nouvelle vision de la Préhistoire des terres australes américaines.

## Circonstances de son décès

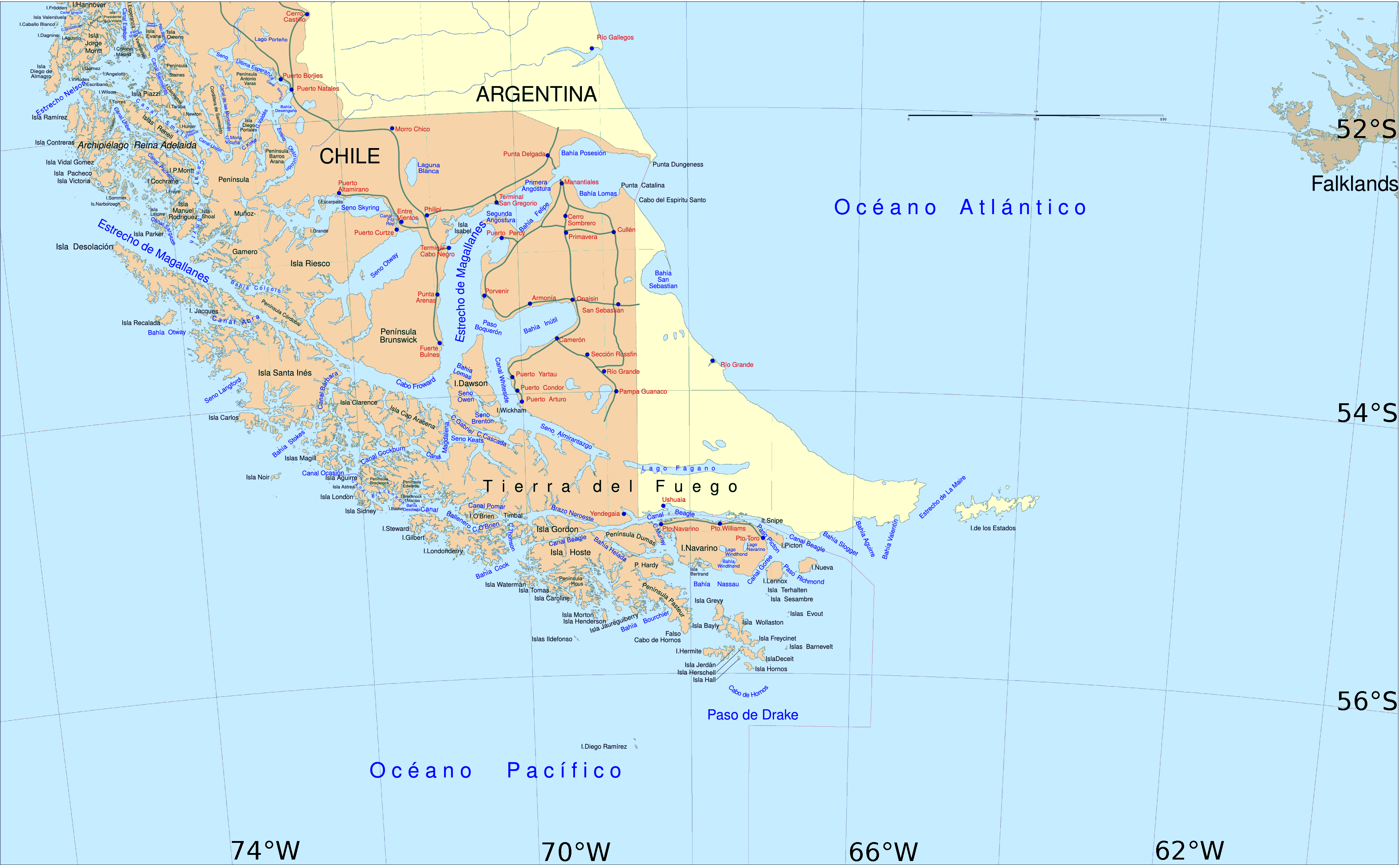
La mer de Skyring, au nord de l'île de Riesco

Il effectuait des fouilles, seul, sur le site de Ponsonby, dans l'île de Riesco. Il fut enseveli sous un éboulement de tranchée. Secouru trop tard par sa femme Annette Laming-Emperaire et un de ses ouvriers, il ne put être ranimé malgré la promptitude des secours envoyés de Punta Arenas. Il faisait partie de la Société des Américanistes.